# La Fille de Prague avec un sac très lourd
Pour plus de détails, voir Fiche technique et Distribution.
La Fille de Prague avec un sac très lourd est un film français réalisé en 1977 par Danielle Jaeggi, sorti en 1979.

## Fiche technique
- Titre : La Fille de Prague avec un sac très lourd
- Réalisation : Danielle Jaeggi
- Scénario : Danielle Jaeggi
- Photographie : Nurith Aviv
- Son : Michel Vionnet
- Décors : Suzel Gaillard
- Montage : Marielle Issartel
- Musique : Willem Breuker
- Société de production : Cinéma 9
- Tournage : du 5 septembre au 21 octobre 1977
- Pays d'origine :  France
- Durée : 105 minutes
- Date de sortie : France, 31 janvier 1979

## Distribution
- Thérèse Liotard : Sophie
- Michal Bat-Adam : Milena
- Daniel Mesguich : Nicolas
- Daniel Langlet : Oswald
- Michel Bardinet : le journaliste
- Jean Bollery : le commis / le barbouze / le perquisitionneur

## Sélection
- 1978 : Festival de Cannes (Perspectives du cinéma français)[1]